# St. Pankratius (Anholt)

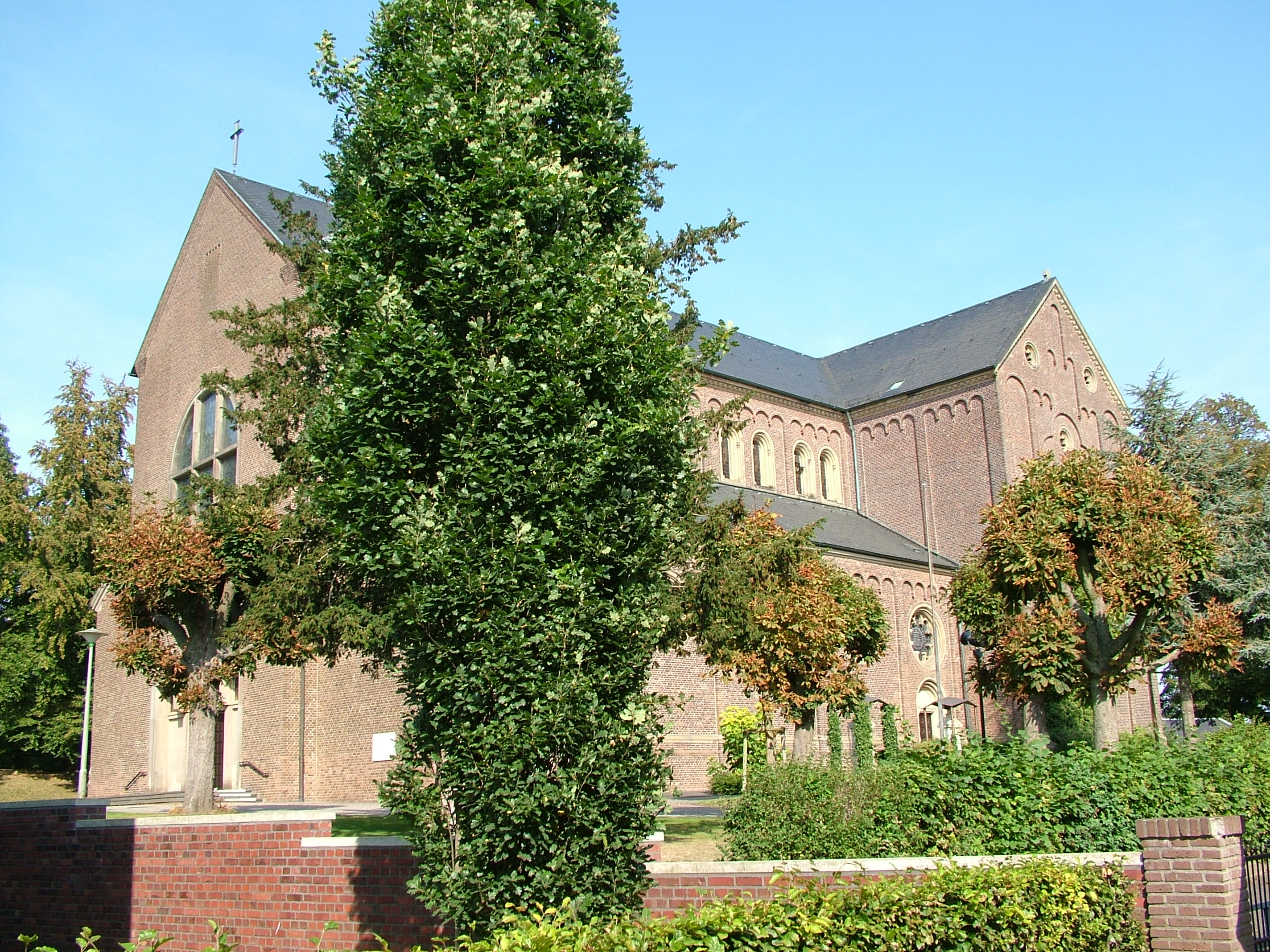
St. Pankratius

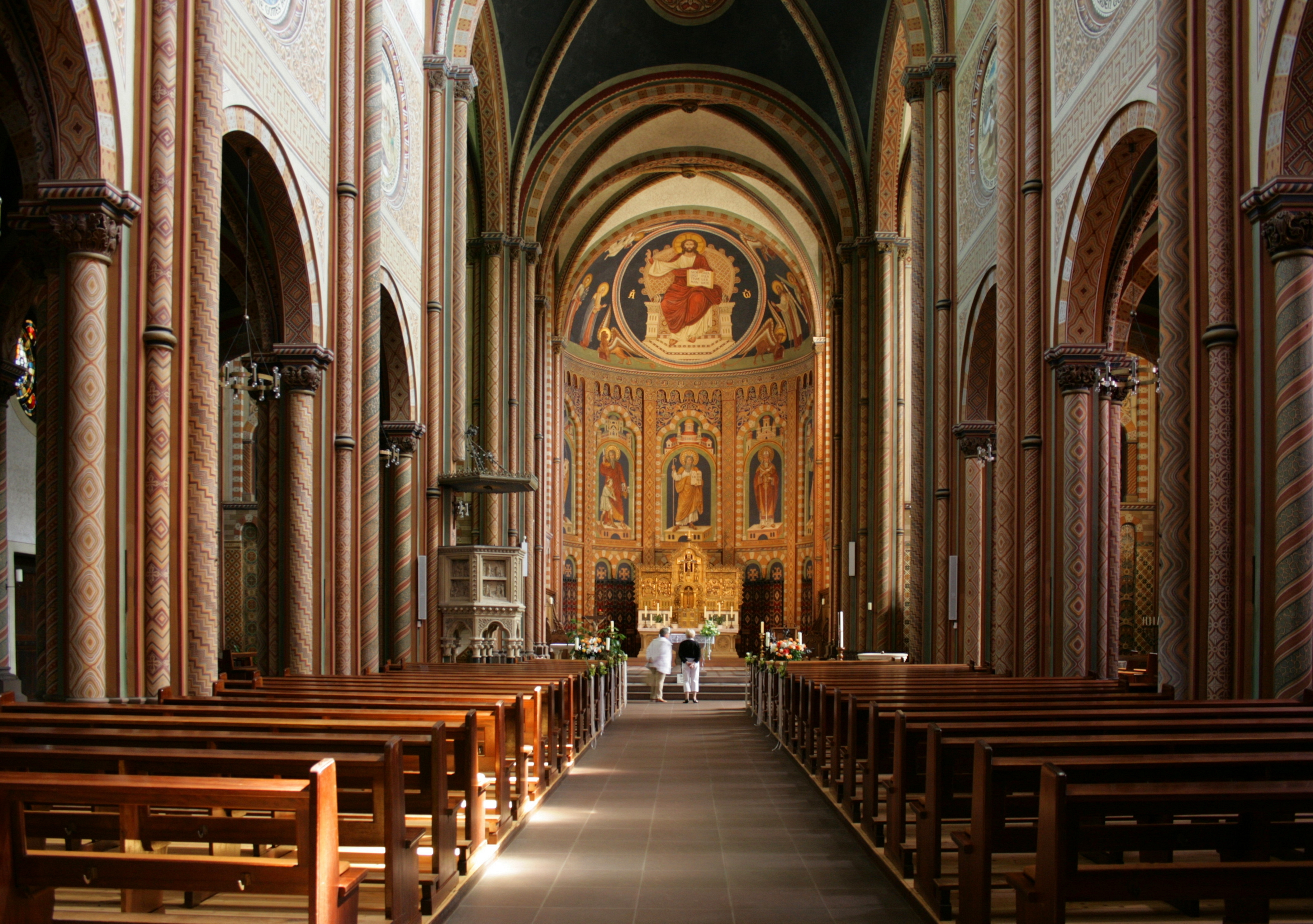
Innenansicht

Die katholische Pfarrkirche St. Pankratius ist ein denkmalgeschütztes Kirchengebäude in Anholt, einem Ortsteil der Stadt Isselburg, Kreis Borken, im westlichen Münsterland.

## Geschichte

### Die alte Kirche
Die Bezeichnung „Anholt“ galt ursprünglich nur der Burg, während der Name „Bredenasle“ die Umgebung bezeichnete. Eine Kirche zu Bredenasle (extra oppidum = außerhalb der Stadt) wird 1313 in einem Register der Kirchen und Benefizien der Diözese Münster genannt. Sicher ist, dass Bredenasle als selbständige Pfarrei neben Bocholt genannt wird und zum Archidiakonat Bocholt gehörte. Sie wird als „Moderkerk“ bezeichnet und hatte pfarrherrliche Rechte. Die Kirche innerhalb der Stadtbefestigung war älter als ihre erste urkundliche Erwähnung, denn der Turm zeigte romanische Bauelemente auf und war, wie auch das Langhaus, aus Tuffstein gemauert, was nach dem 13. Jahrhundert in dieser Gegend nicht mehr üblich war. Möglicherweise war die Kirche als Eigenkirche der Herren von Sulen, der Gründer der Stadt, erbaut worden. Sie diente auch bis 1811 (französische Annexion) als Grablege der Landesherren bzw. Grafen von Anholt. Die Särge und Epitafien wurden von der Pfarrkirche in die fürstliche Gruftkapelle 1645 von Fürst Carl Theodor Otto zu Salm erbaut überführt. An der Anholter Pfarrkirche bestanden folgende Vikarien: St. Johannes Evangelist (1401), St. Marien und Christopherus (1489), St. Antonius der Große (1496), St. Georg (1543), St. Jurrien (1587), Beatae Mariae Virginis (1666), Hl. Kreuz und hl. Antonius (1675). Die Pfarrei Anholt unterstand zunächst der Diözese Utrecht, danach Lüttich, Deventer und schließlich Münster. Mitte des 15. Jahrhunderts gingen alle pfarrherrlichen Rechte von der „Moderkerk“ auf die Anholter (Stadt-)Kirche über. Im Jahre 1451 wurde ein gotischer, das romanische Langhaus in Höhe und Länge überragender Hochchor angebaut. Die alte „Moderkerk“ wurde 1501 auf Bitten des Herrn von Anholt niedergelegt. Die romanisch-gotische Stadt-Kirche bestand bis 1862. Bis heute sind die Fundamente und Grablegen unterirdisch vorhanden.

### Der Bau des „Anholter Doms“
1851 wurde der Grundstein zur neuen katholischen Kirche gelegt. Frau Johanna Teroerde vermachte ein Vermögen von 50 000 Talern zu Zwecke eines Kirchenneubaues. Ihre letzte Ruhestätte befindet sich in einer Gruft unterhalb der Fürstenloge. Diese große neoromanische Kirche (Basilikastil) wurde von Friedrich Stummel (seine Mutter stammte aus Anholt), in reicher Ausmalung geschmückt, im Volksmund gern „Anholter Dom“ genannt. Die Kirche ist eine aus Ziegeln gemauerte neuromanische Basilika mit Querschiff. Sie wurde von 1851 bis 1862 von Johann Christian Schmidt aus Trier erbaut. Ursprünglich sollte sie in Saarburg/Mosel erbaut werden. Da dort die Geldmittel nicht reichten und der damalige Weihbischof in Trier, Johann Georg Müller, zum Bischof von Münster gewählt wurde, nahm er Pläne mit nach Münster. Weil die alte Stadtkirche immer baufälliger wurde, baten der Pfarrer Dechant Achterfeld, Bürgermeister Eppink und Patronatsherr Fürst Alfred zu Salm-Salm den neuen Bischof, eine neue Kirche bauen zu dürfen. Da die finanziellen Mittel in Anholt erbracht werden konnten, gab der Bischof die Pläne zum Bau der neuen St.-Pankratius-Kirche nach Anholt. Der kunstsinnige Bischof, der die Pläne aus Trier mitgebracht hatte, suchte den Platz auf den alten Binnengraben selber aus. 1885 wurde Friedrich Stummel mit der Ausmalung beauftragt. Dies bedeutete für Stummel seinen zweiten großen Auftrag nach der Marienbasilika in Kevelaer. Der Anholter Töpfermeister Wilm Rinck schuf ein Plattendekor, welches nahezu in seiner Fülle einzigartig ist. Für die beiden oben genannten Vikarien von 1666 und 1675 wurden Seitenaltäre errichtet. Die 57 m hohen 1869 vollendeten Türme prägten das Stadtbild bis zu ihrer Zerstörung im Jahr 1945. Bis heute wurden die Türme (80 Jahre nach ihrer Zerstörung) nicht wieder aufgebaut.

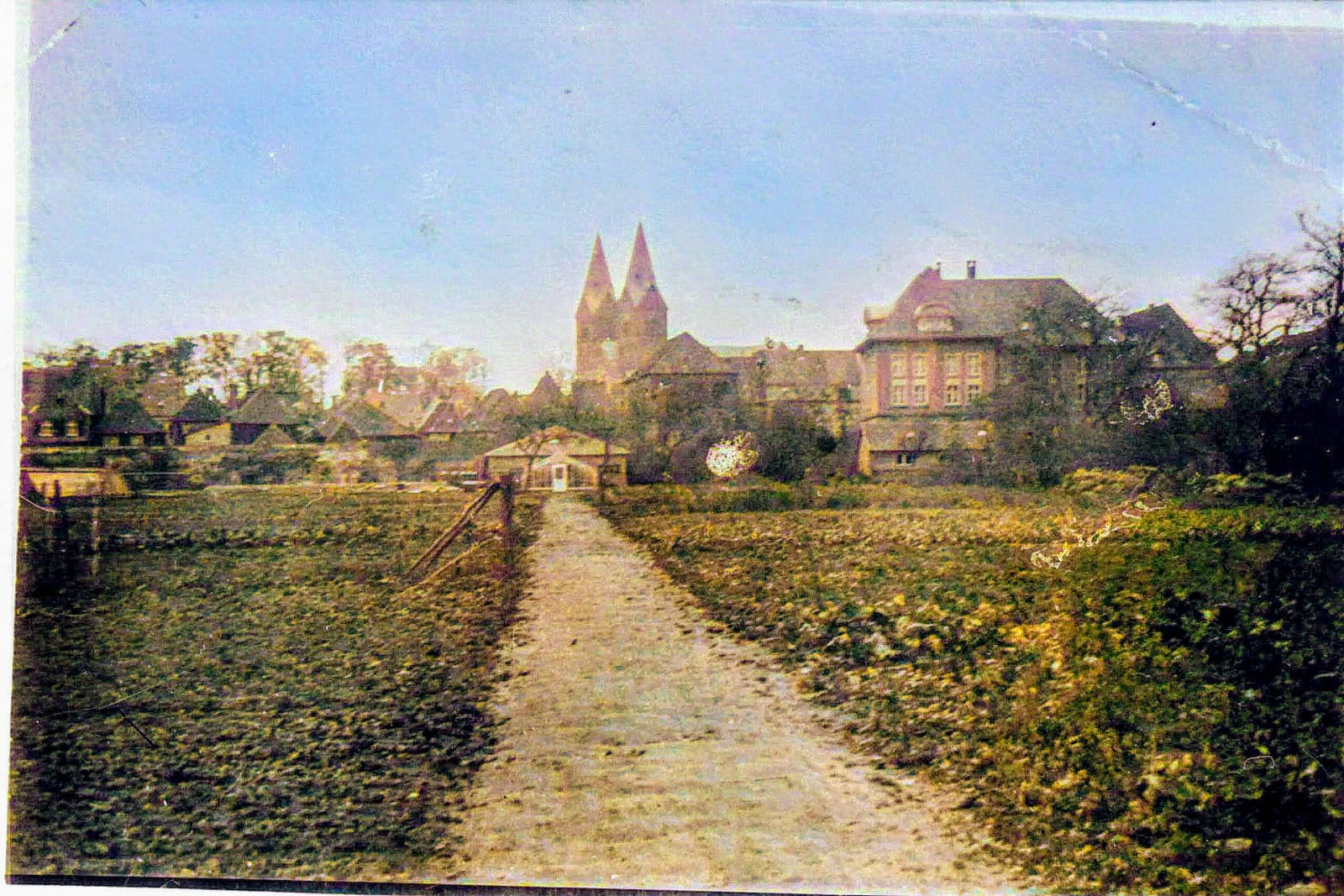
„Anholter Dom“ in einer Stadtansicht um 1920

Am Gründonnerstag und Karfreitag 1945 wurden die Türme durch die deutsche Wehrmacht gesprengt. Nur der Umstand, dass Anholt unter schwerem Artilleriebeschuss (Schlacht um Anholt) stand, konnte verhindern, dass die ganze Kirche zerstört wurde. 1953 wurde der Wiederaufbau (ohne Türme) abgeschlossen. Heute stellt sich die Kirche als Torso dar. 1983 wurden umfangreiche Renovierungsarbeiten eingeleitet und nach historischem Vorbild die von Stummel geschaffenen Wandmalereien wiederhergestellt.

## Ausstattung
- Chorgestühl aus der zweiten Hälfte des 18. Jahrhunderts von Johann Theodor Nadorp
- Paramente aus den 17. und 18. Jahrhundert
- Prachtmantel aus einem chinesischen Prunkgewand des 17. Jahrhunderts umgearbeitet, stammt aus der Schlacht um Ofen (Budapest) von 1684 (Türkenkriege) und wurde durch Fürst Karl Theodor Otto zu Salm von Wien nach Anholt mitgebracht
- Spätgotische Zylindermonstranz
- Ziborium aus der ersten Hälfte des 18. Jahrhunderts
- Bronkhorster Sühnekreuz, 16. Jahrhundert
- Schwarzdruck der Consolatrix aflictorum von Kevelaer (um 1700), ein Geschenk des Wallfahrtsrektors, da die Anholter Prozession die dritte in Kevelaer angekommene gewesen sein soll
- Darstellung Jesu im Tempel, ein Gemälde von Franz Nadorp, um 1850 in Rom entstanden[1]:
- Malereien in der Apsiswand von Prof. Friedrich Stummel, fünf Patriarchenfiguren über dem Hauptaltar sowie 22 kleine Propheten- und Apostelporträts
- Hochaltar von 1905, ein Geschenk des Fürstenhauses Salm-Salm
- Beichtstuhl der Ecke des Querhauses aus der 2. Hälfte des 18. Jahrhunderts, wahrscheinlich aus der Werkstatt der Anholter Künstlerfamilie Nadorp
- Kanzel von 1882 aus Baumberger Sandstein
- Taufbecken aus der Zeit um 1872
- Pankratiusfenster von H. Derix aus Kevelaer von 1953
- Wandmalerei Muttergottes mit Jesuskind in der Marienkapelle unter dem ehemaligen Südturm von Prof. Friedrich Stummel[2]:

## Orgeln

### Hauptorgel

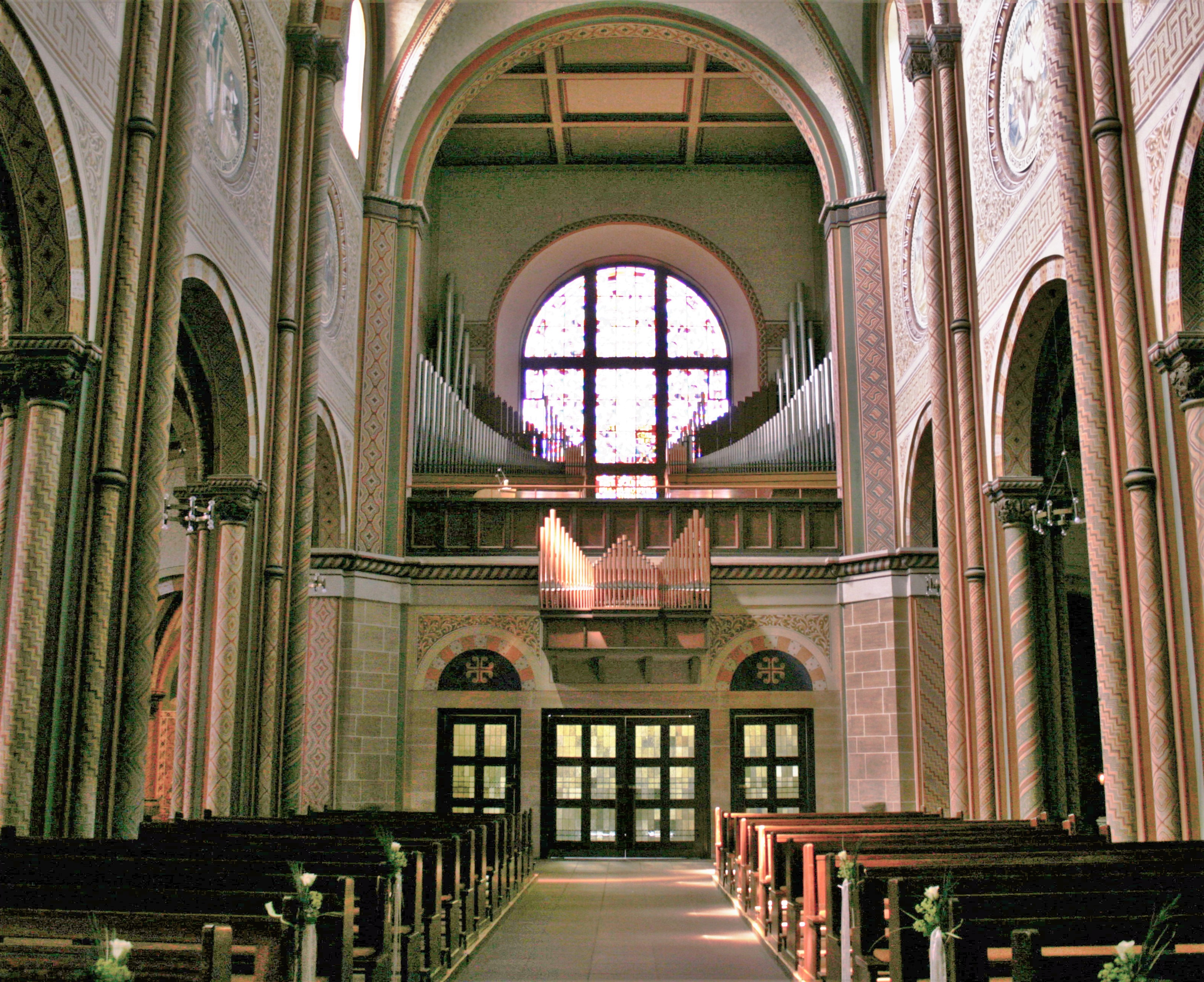
Seifert-Orgel

Die Hauptorgel wurde von der Orgelbaufirma Ernst Seifert aus Bergisch Gladbach im Jahr 1960 erbaut. Das Taschenladen-Instrument hat 44 Register auf drei Manualen und Pedal. Die Register-Bezifferung entspricht der am Spieltisch. Die Spiel- und Registertrakturen sind elektrisch. Das Instrument hat zwei freie Kombinationen, eine freie Pedalkombination und eine Crescendowalze.
| I Hauptwerk C– |              |       |
| 1.             | Quintade     | 16′   |
| 2.             | Prinzipal    | 8′    |
| 3.             | Violflöte    | 8′    |
| 4.             | Rohrflöte    | 8′    |
| 5.             | Oktave       | 4′    |
| 6.             | Nachthorn    | 4′    |
| 7.             | Quinte       | 2 ⁄3′ |
| 8.             | Schwiegel    | 2′    |
| 9.             | Mixtur IV–VI |       |
| 10.            | Trompete     | 8′    |
|                | Tremulant    |       |

| II Rückpositiv C– |                |       |
| 11.               | Pommer         | 8′    |
| 12.               | Prinzipal      | 4′    |
| 13.               | Koppelflöte    | 2′    |
| 14.               | Sifflöte       | 1′    |
| 15.               | Sesquialter II | 2 ⁄3′ |
| 16.               | Rohrschalmey   | 8′    |

| III Schwellwerk C– |            |       |
| 17.                | Gemshorn   | 8′    |
| 18.                | Salizional | 8′    |
| 19.                | Gedeckt    | 8′    |
| 20.                | Praestant  | 4′    |
| 21.                | Blockflöte | 4′    |
| 22.                | Oktave     | 2′    |
| 23.                | Larigot    | 1 ⁄3′ |
| 24.                | Zimbel III |       |
| 25.                | Dulzian    | 16′   |
| 26.                | Musette    | 8′    |
|                    | Tremulant  |       |

| Pedalwerk C– |               |     |
| 27.          | Prinzipalbass | 16′ |
| 28.          | Subbass       | 16′ |
| 29.          | Quintade      | 16′ |
| 30.          | Oktavbass     | 8′  |
| 31.          | Gedacktbass   | 8′  |
| 32.          | Choralbass    | 4′  |
| 33.          | Waldflöte     | 2′  |
| 34.          | Hintersatz IV |     |
| 35.          | Posaune       | 16′ |

- Koppeln: I/P, II/P, III/P, II/I, III/I, II 16′/I, III 16′/I, III/II, III 16′/II
- Spielhilfen: 2 freie Kombinationen, 1 freie Pedalkombination, Tutti, Crescendo-Walze

### Chororgel
Die Kirche besitzt eine Chororgel, die von der Firma Romanus Seifert aus Kevelaer im Jahre 2000 erbaut worden ist. Sie besitzt 6 Register auf einem Manual und Pedal. Die Disposition ist wie folgt:
| I Hauptwerk C–g3 |                |       |
| 1.               | Bourdon        | 8′    |
| 2.               | Viole de Gambe | 8′    |
| 3.               | Prestant       | 4′    |
| 4.               | Doublette      | 2′    |
| 5.               | Larigot        | 1 ⁄3′ |

| Pedal C–f1 |           |     |
| 6.         | Soubbasse | 16′ |

- Koppeln: I/P

### Musica sacra
Schon die Schulordnung von 1555 erwähnt einen Klerken (Knaben-)Chor, die vom Küster der Stadtkirche geleitet wurde.
Das „zu hohe intonieren sei an Werktagen zu unterlassen“ verfügte Landesherr Dietrich III. (regierte von 1549 bis 1575).
1858 gründete sich der Anholter Verein für Kirchengesang, der als Kirchenchor (Männerchor) zur Ehre Gottes die Stimmen erhob. Die Anholter Pfarrkirche besitzt somit eine kirchenmusikalische Tradition von 465 Jahren.
1934 unter Pfarrer Rampelmann vereinigten sich der gemischte Chor des katholischen Arbeiter Vereins (KAB) mit dem Kirchenchor zum Pfarrcäclienchor St. Pankratius Anholt (Westf.). Bis auf den heutigen Tag wird der gregorianische Gesang gepflegt. Heute tritt er als Kirchenchor St. Pankratius Anholt in Hochämtern und bei weltlichen Festen auf. Der Anholter Kirchenchor gehört zu den ältesten im Bistum Münster.

## Pfarrbibliothek
Bemerkenswert ist die Pfarrbibliothek. Die Herren von Anholt übten von alters her das Patronatsrecht über die Pfarrei. Sie achteten darauf, dass möglichst gelehrte Pfarrherren eingesetzt wurden. Hier sollten genannt werden: Nicolaus Pinders (1659–1699), der als Theologe selber Bücher verfasste, und Gottfried Theodor Ebereich (1700–1729), zuvor Missionar der römischen Congregation der Propaganda. Beide haben einen Großteil der historischen Bücher hinterlassen. Eine erhebliche Erweiterung der Bestände erfolgte nach Auflösung seit 1717 in Anholt bestehenden Jesuiten-Mission und -Schule 1773. Schließlich fiel noch der persönliche Bestand des ehemaligen Augustiner Regular-Kanonikers von St. Elisabeth bei Roermond und späteren Kaplans in Anholt, Johann von Straelen (1801–1844) testamentarisch an die Pfarrbibliothek.

## Glocken
1. St. Maria gegossen 1712 1550 kg Ton Es′ „Du Jesus, gütiger Heiland der Welt und unsere einzige Hoffnung; Dir weihen wir diese Glocke die Du erhalten mögest in Ewigkeit.Ludwig Otto, Fürst zu Salm.“
2. St. Antonius gegossen 1983 1110 kg Ton F′ „Vom bösen Geiste einst vernichtet-1942-von Heimatfreunden aufgerichetet-1982-Heimatverein Anholt“.
3. St. Pankratius gegossen 1983 750 kg Ton G′ „Die Lebenden rufe ich herbei, die Toten beklage ich, die Gewitter zerstreue ich;-St.Pankratius-Kirchenpatron“.
4. Hl. Dreifaltigkeit gegossen 1983 420 kg Ton B′ „Von der Liebe will singen, denn die Liebe hört nimmer auf“
5. Hl. Geist gegossen 1994 Stifterglocke aus der Schweiz, 280 kg